# Ici Provence
 (décembre 2017).
Ici Provence, anciennement France Bleu Provence, est l'une des 44 stations de radio généralistes du réseau Ici de Radio France.
Elle a pour zone de service les départements des Bouches-du-Rhône et du Var et diffuse ses programmes jusque dans le Val de Durance et le Gapençais. Elle a commencé à émettre en 1983.

## Historique
Le 1er juillet 1925, la station d'État Radio PTT Marseille est créée. En 1929, elle est rebaptisée « Marseille-Provence », nom qu'elle portera jusqu'à l'arrêt de ses émissions en septembre 1939. Depuis le 6 juillet 1940 jusqu'au 26 août 1944, son ancienne fréquence, comme celles des autres anciens postes régionaux d'État, diffuse Radio Vichy.
Le 4 septembre 1944, Radio Marseille est remise en marche,. Elle deviendra par la suite Marseille-Provence (sur les ondes de France 2-Régional et Inter-Variétés), puis FR3 Provence en 1975.
Le 13 avril 1972, l'ORTF crée une version locale de France Inter Paris, France Inter Marseille (FIM), rebaptisée « FIP Marseille » en décembre 1986.
En 1983, FR3 Provence devient Radio France Marseille. En 1991, les studios régionaux déménagent de Marseille à Aix-en-Provence et la station devient Radio France Provence, puis France Bleu Provence en 2000.
Le 4 septembre 2000, les radios locales de Radio France sont fédérées dans le réseau France Bleu qui met en œuvre un format cohérent pour l'ensemble des stations et produit des programmes qui viennent compléter l'offre locale.
Le 6 janvier 2025, France Bleu Provence est rebaptisée « Ici Provence » à l'image de l'ensemble des radios locales du réseau.

## Identité de la station

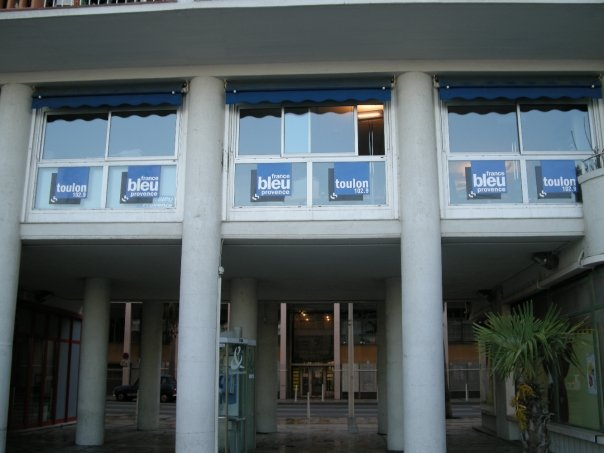
Anciens locaux France Bleu Provence Toulon, avenue de la République

### Siège et bureaux
En plus de son siège à Aix-en-Provence, France Bleu Provence possède des bureaux pour ses reporters à Toulon et à Marseille, rue de l’Évêché. Par le passé, la station a également eu des implantations à Arles ou à Martigues.

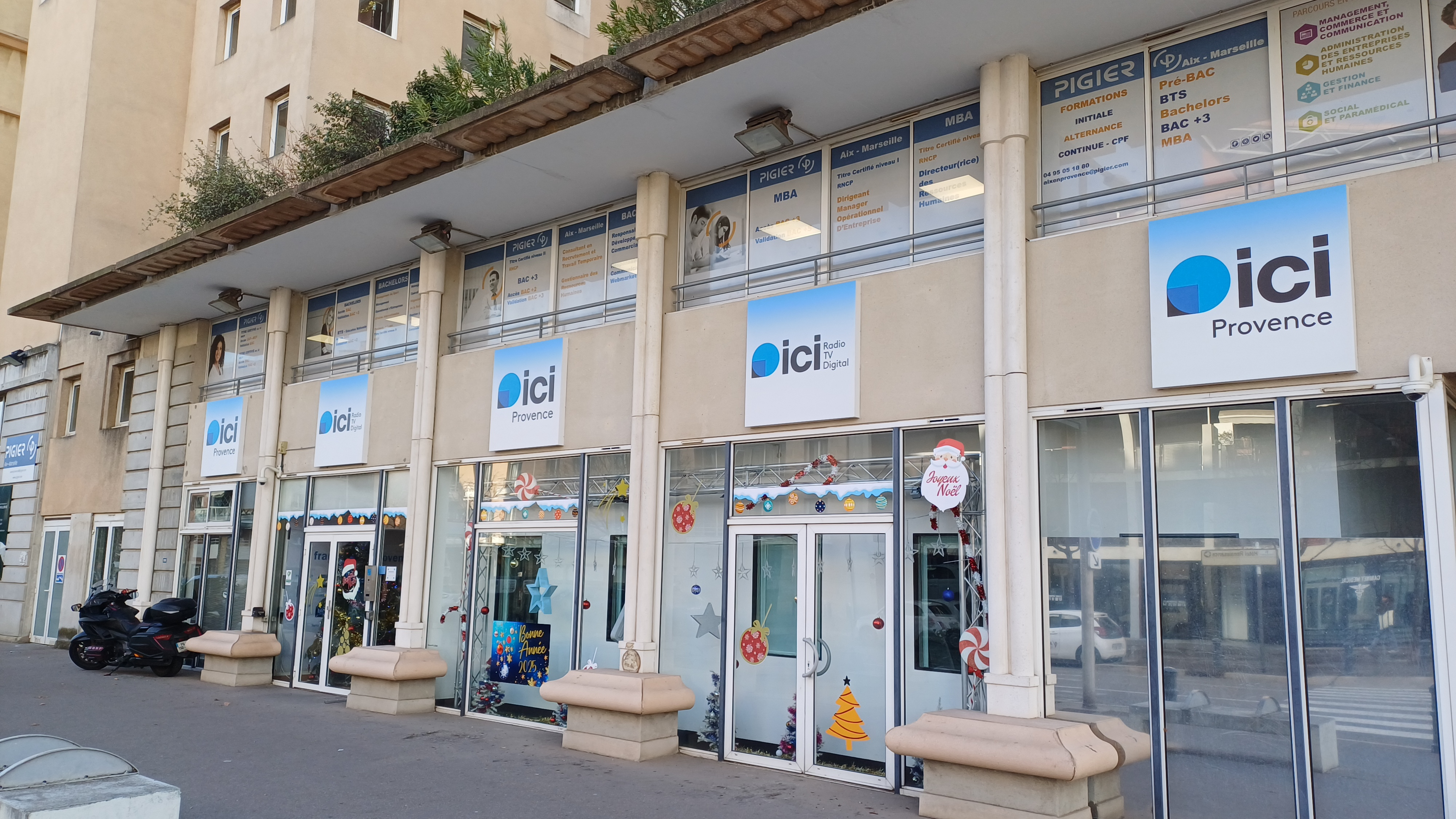
Façade d'Ici Provence à Aix-en-Provence, avenue Mozart

### Identité visuelle

Premier logo de Radio France Provence dans les années 1980
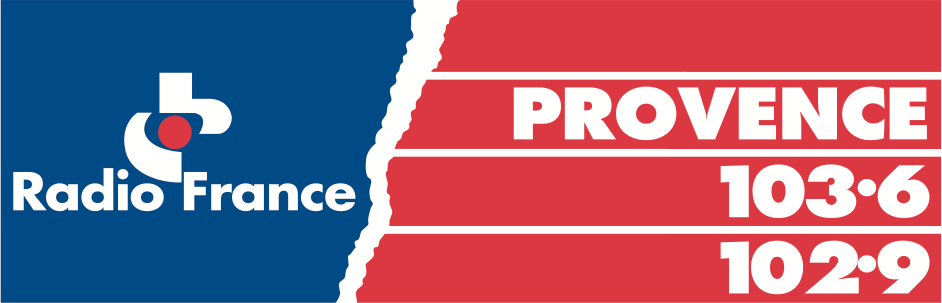
Logo de Radio France des années 1990 à 2000
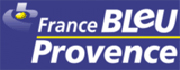
Ancien logo de France Bleu Provence de 2000 à 2005
Logo de France Bleu Provence de 2005 à 2015
Logo de France Bleu Provence du 26 août 2015 au 16 décembre 2021
Logo de France Bleu Provence du 16 décembre 2021 au 5 janvier 2025
Logo d'Ici Provence depuis le 6 janvier 2025

## Équipes locales

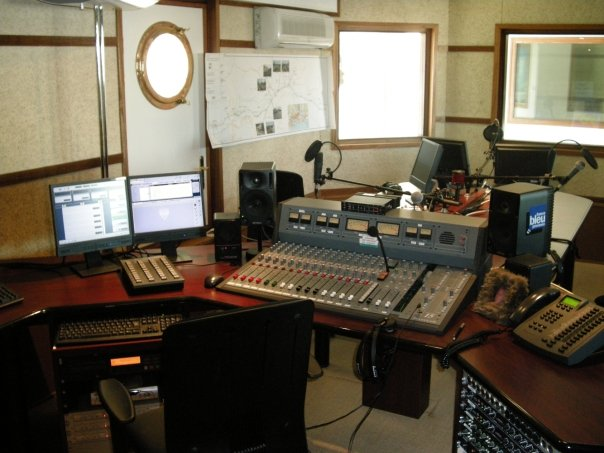
Studio et régie de France Bleu Provence Toulon.

La direction d'Ici Provence encadre une équipe d'une trentaine de journalistes, de techniciens du son, de chargées d'accueil et d'animateurs radio.

### Direction
- Directeur : Eric Sorek
- Rédacteur en chef : Nelly Assenat
- Responsable des programmes : Maël Lerner

Deux anciens directeurs de France Bleu Provence ont été nommés directeur du réseau France Bleu, Christiane Chadal en 2007 et Claude Perrier en 2013[source insuffisante].

## Programmation

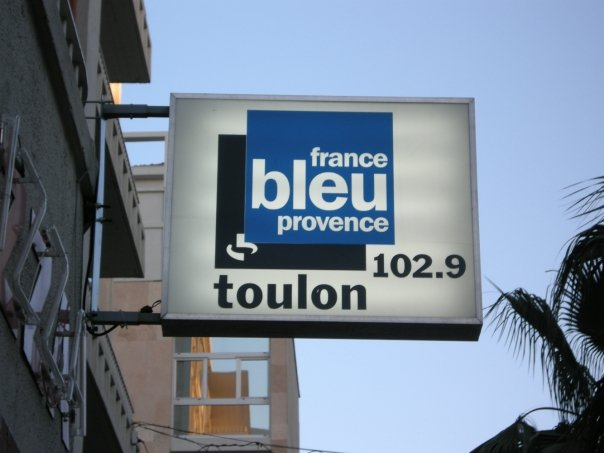
Enseigne France Bleu Provence Toulon, avenue de la République

Les programmes régionaux d'Ici Provence sont diffusés en direct de 6 h à 12 h et de 13 h 30 à 19 h du lundi au vendredi, et de 7 h à 12 h et 14 h à 19 h le week-end. Les programmes nationaux du réseau Ici sont diffusés le reste de la journée et la nuit.
Informations de proximité et services sont à l'antenne d'Ici Provence. Outre les journaux, flashes et météo, priorité est donnée à l'information circulation à Marseille, Toulon, Aix-en-Provence et sur les grands axes des Bouches-du-Rhône et du Var.
La musique correspond à celle préconisée par le réseau Ici : dominante de chansons françaises et de tubes internationaux, nouveautés, et quelques titres d'artistes régionaux (Quartiers Nord, Moussu T e lei Jovents, Massilia Sound System, Gari Greu, etc.).

## Diffusion
Ici Provence diffuse ses programmes sur la bande FM en utilisant, selon les zones géographiques, des fréquences d'émissions variées.